# 布雷佐阿埃萊鄉
44°33′49″N 25°46′24″E / 44.56361°N 25.77333°E
布雷佐阿埃萊鄉（羅馬尼亞語：Comuna Brezoaele, Dâmbovița），是羅馬尼亞的鄉份，位於該國南部，由登博維察縣負責管轄，處於布加勒斯特西北面30公里，每年平均降雨量1,001毫米，海拔高度120米，2007年人口3,671。